# Olle Bærtling

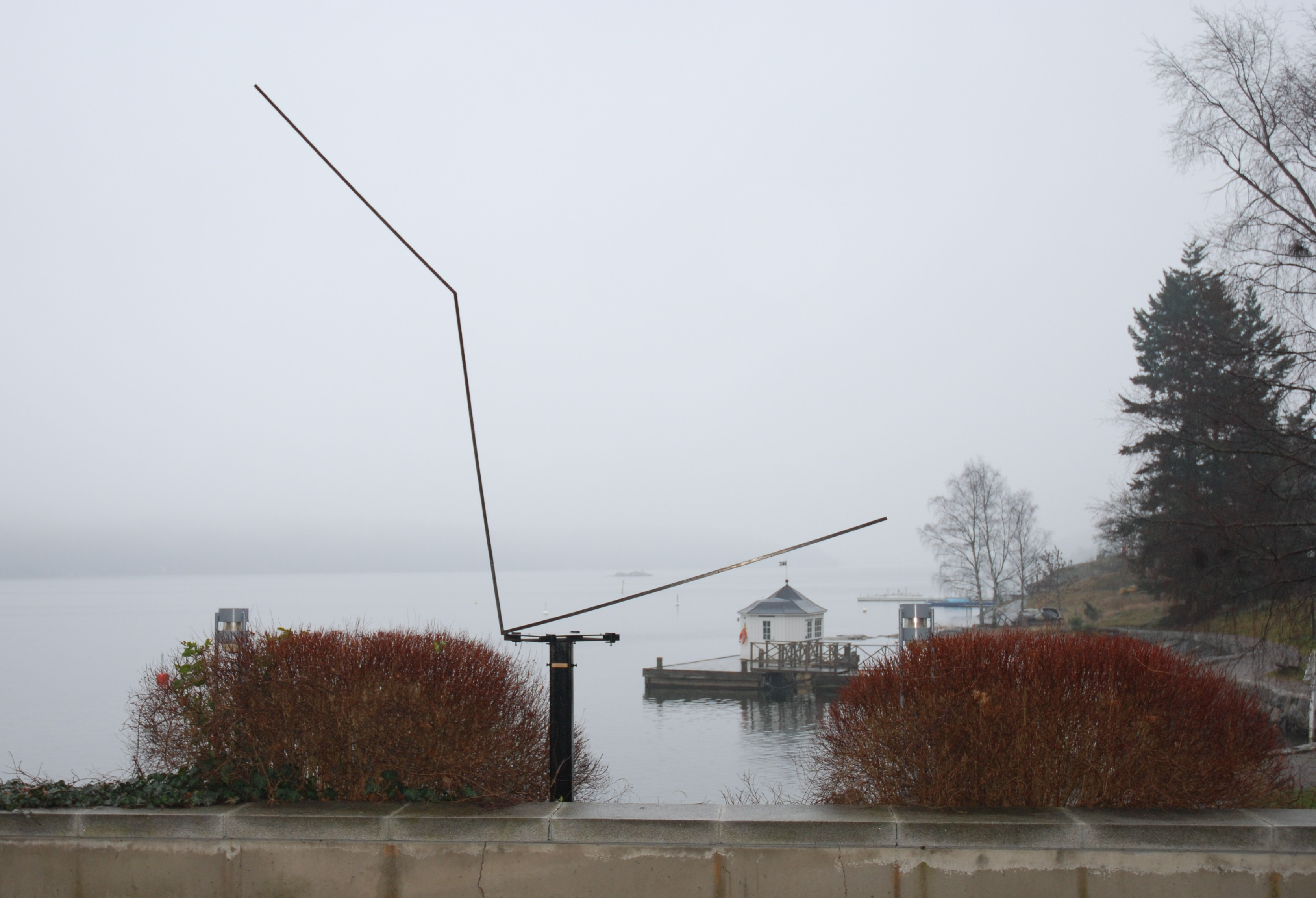
Skulptur Yzip (1969) in Saltsjöbaden

Olle Bærtling (* 6. Dezember 1911 in Halmstad; † 2. Mai 1981 in Stockholm) war ein bedeutender schwedischer Maler und Bildhauer.

## Leben und Werk
Bærtling studierte 1948 in Paris bei André Lhote und Fernand Léger. 1950 machte er Bekanntschaft mit Auguste Herbin und trat der Gruppe Réalités Nouvelles bei. Da sein Interesse sich auf die Integration von Kunst und Architektur richtete, wurde er 1952 Mitbegründer der Groupe d’Espace und schloss sich der internationalen Künstlergruppe der Galerie Denise René in Paris an.
Er entwickelte ab 1950 einen rein geometrischen, nonfigurativen Stil und schaffte seit 1954 in seinen Gemälden sogenannte „offene Formen“ – Bilder geometrischer Abstraktion mit kräftigem Kolorit und angeschnittenen Dreiecken, die häufig in Schwarz oder dissonanten Farbklängen gehalten sind. Zudem schuf er Skulpturen und arbeitete mit Architekten wie David Helldén zusammen. Mehrere seiner Gemälde befinden sich in der Sammlung des Moderna Museet in Stockholm.
Seit 1954 schuf er skulpturale Werke, von denen viele in den folgenden Jahren im öffentlichen Raum permanent installiert wurden. 1959–60 führt Baertling im Auftrag der Stadt Stockholm eine öffentliche Wandmalerei in den Hötorgshusen aus, den ersten Hochhäusern in Stockholm. Eine 1961 entworfene 84,7 Meter hohe Skulptur für den öffentlichen Raum im Zentrum von Stockholm konnte nicht realisiert werden. 1967 entstand in Uppsala ein öffentliches Werk für ein neues Gymnasium.
Großprojekte für verschiedene Städte wie Düsseldorf oder Abu Dhabi, unter anderem wieder mit dem Architekten David Helldén, bei denen skulpturale und architektonische Visionen vereint werden sollten, wurden nie realisiert.

## Ausstellungen (Auswahl)
- 1955: Galerie  Denise René, Paris
- 1963: 7.  Biennale von São
- 1977: Kunsthalle Düsseldorf und Kunstverein für die Rheinlande und Westfalen, Düsseldorf
- 1983: Quadrat Bottrop, Bottrop
- 1983: Skulpturenmuseum, Marl
- 2007: Moderna Museet, Stockholm